# 佛羅倫斯 (伊利諾伊州斯蒂芬森縣)
佛羅倫斯（英語：Florence）是位於美國伊利諾伊州斯蒂芬森縣的一個非建制地區。該地的面積和人口皆未知。

## 地理
佛羅倫斯的座標為42°12′52″N 89°39′35″W / 42.21444°N 89.65972°W，而該地的平均海拔高度為262米（即860英尺）。